# Maleli Kunavore

a Compétitions nationales et continentales officielles uniquement.

b Matchs officiels uniquement.
Maleli Kunavore, né le 13 novembre 1983 à Sigatoka (Fidji) et mort le 16 novembre 2012, à Suva (Fidji), est un joueur de rugby à XV fidjien. International avec l'équipe des Fidji, il évolue au poste de centre, ailier ou arrière au sein de l'effectif du Stade toulousain, de 2005 à 2010.

## Biographie

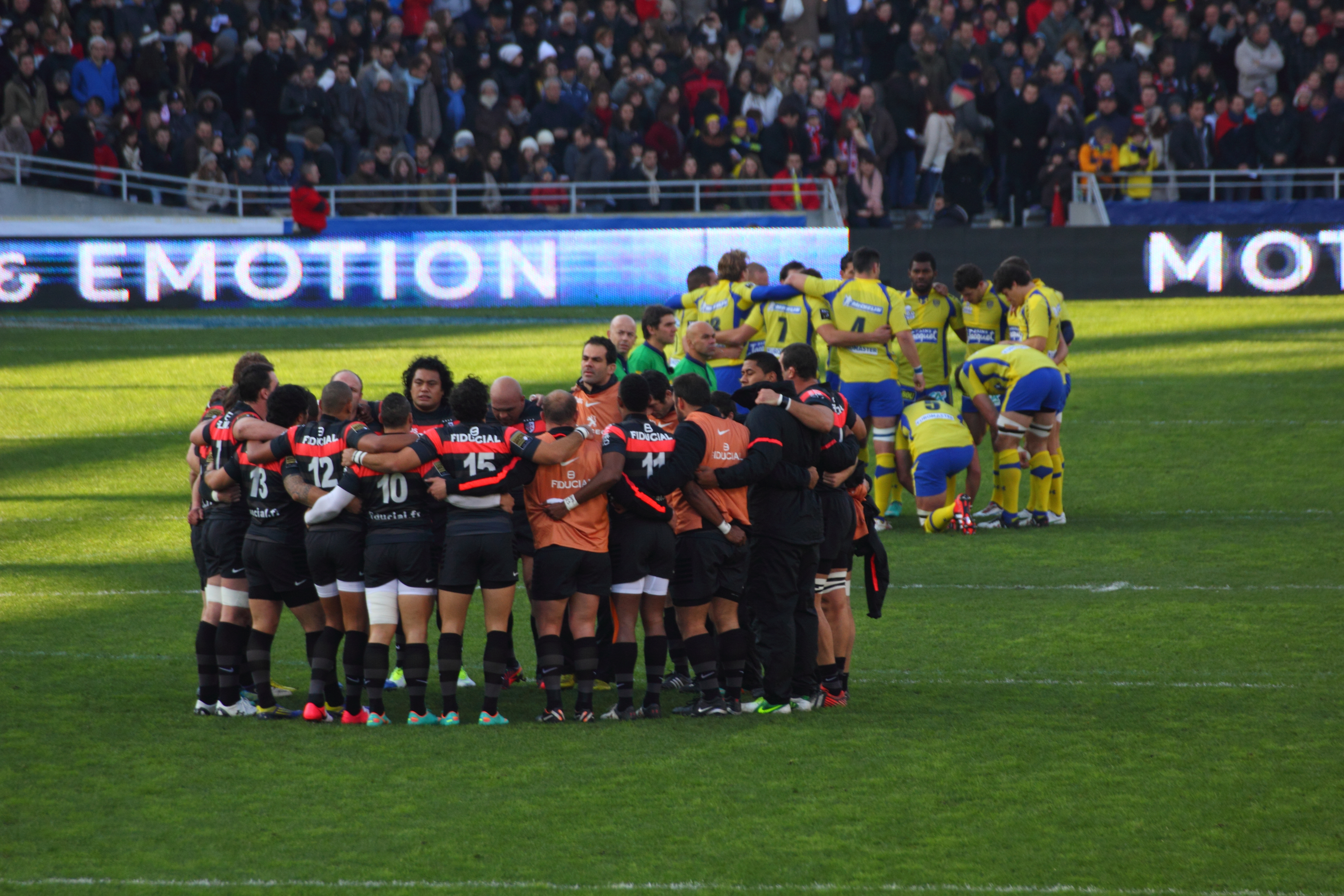
En hommage à sa mort, une minute d'applaudissement est observée avant la rencontre entre le Stade toulousain et l'ASM Clermont Auvergne, le 1er décembre 2012.

Maleli Kunavore joue au Stade toulousain de 2005 à 2010. Il honore sa première cape internationale en équipe des Fidji le 30 juillet 2005 contre l'équipe des Samoa.
En novembre 2005, il est sélectionné avec les Barbarians français pour jouer un match contre l'Australie A à Bordeaux. Les Baa-Baas s'inclinent 42 à 12.
En mars 2009, il est sélectionné avec le XV du président, sélection de joueurs étrangers évoluant en France coachée par Vern Cotter, pour jouer un match amical contre les Barbarians français au Stade Ernest-Wallon à Toulouse. Le XV du président l'emporte 33 à 26.
Il est contraint d'arrêter sa carrière cette année-là à cause de problèmes cardiaques pour lesquels il est opéré en février. Il décède finalement d'une crise cardiaque en novembre 2012.
Maleli Kunavore est le demi-frère de Nasoni Kunavore, joueur du Sporting club albigeois.

## Palmarès
- Championnat de France
  - Vainqueur (1) : 2008
  - Finaliste (1) : 2006

## Statistiques

### En club

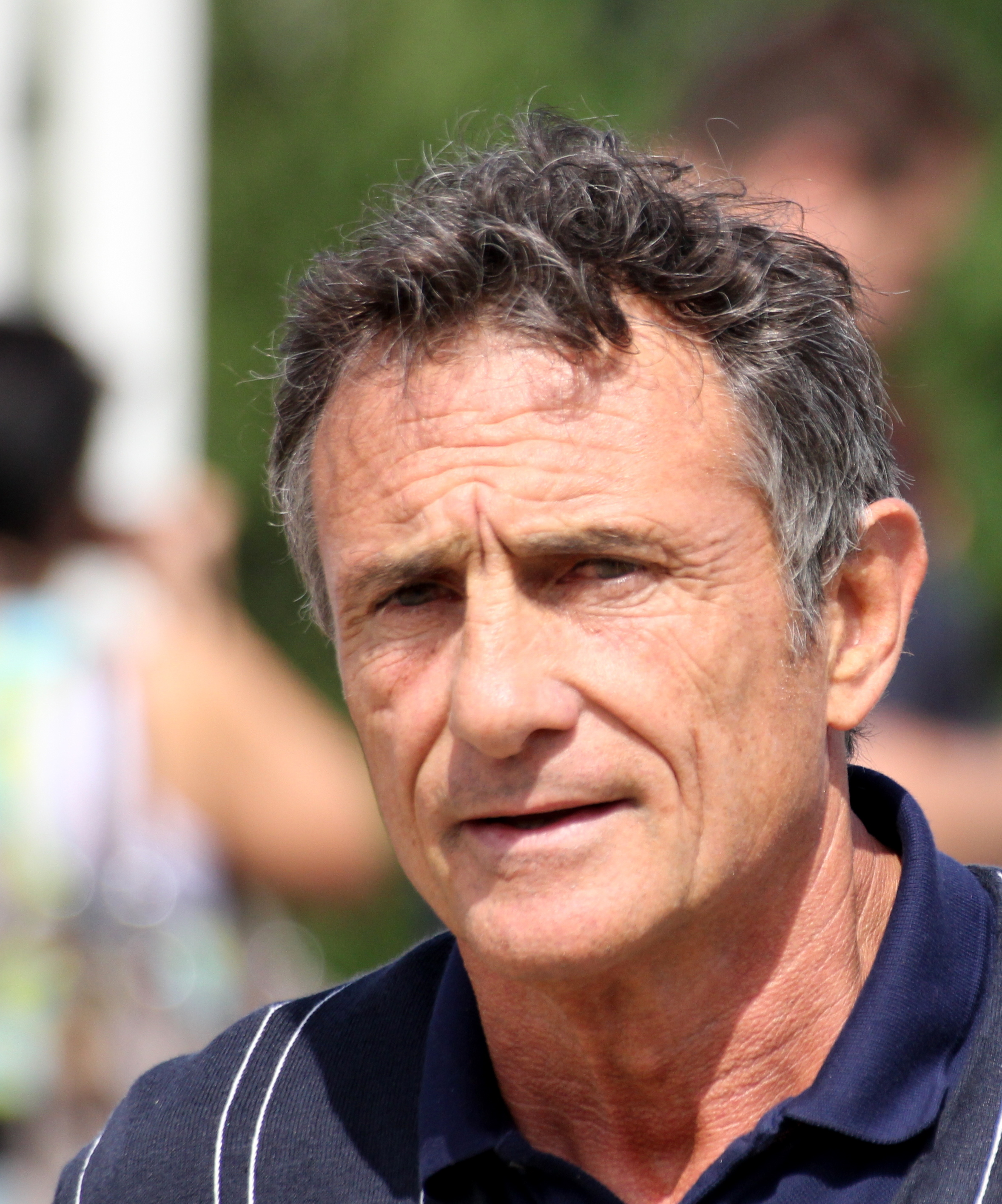
Guy Novès, ici en 2011, est l'entraîneur de Maleli Kunavore de 2005 à 2010.

Il joue 80 matchs et marqua 101 points sous les couleurs du Stade toulousain.

### En équipe nationale
- 7 sélections en équipe des Fidji
- 10 points (2 essais)
- Sélections par année : 3 en 2005, 1 en 2006, 3 en 2007
- En Coupe du monde :
  - 2007 : quart-de-finaliste, 2 sélections (Canada, Australie)